# Parlementaire enquête opsporingsmethoden
De parlementaire enquête opsporingsmethoden is een onderzoek in 1994-1996 naar de opsporingsmethoden van de Nederlandse politie in de strijd tegen de georganiseerde misdaad. De commissie die het onderzoek uitvoerde, staat wel bekend als de commissie-Van Traa, naar haar voorzitter Maarten van Traa. Deze commissie werd ingesteld op 6 december 1994 door de voorzitter van de Nederlandse Tweede Kamer naar aanleiding van een debat in de Kamer op 16 november 1994. Hieraan vooraf ging de motie-Dijkstal c.s. die op 7 april 1994 werd aangenomen in de Tweede Kamer. De motie bracht de wens tot uitdrukking om een parlementair onderzoek in te stellen naar de opsporingsmethoden die in Nederland gebruikt werden en de controle hierop.

## Achtergrond: de IRT-affaire
De zogeheten IRT-affaire was de achtergrond van de enquête en de aanleiding tot het opheffen in 1993 van het Interregionaal Recherche Team (IRT) Noord-Holland/Utrecht.
De eerste berichten over dubieuze drugsvangsten door de Nederlandse politie en de daartoe gebezigde methoden die centraal kwamen te staan in deze affaire, handelden over de vangst van een ongekend grote partij cocaïne in IJmuiden, die in februari 1990 werd bekendgemaakt en mogelijk reeds het gevolg was van een waarschijnlijk reeds langer durende operatie waarbij volgens critici de politie zich op een hellend vlak begaf: het betrof een ongekend grote vangst van 2658 kg (destijds in de persberichten geclaimd als een "Europees record"), Het betrof een lading die per schip de haven binnengesmokkeld was, en aangetroffen werd in een loods op een industrieterrein, verborgen in uit Colombia geïmporteerde vaten geconcentreerde passievruchtensappen. De politie arresteerde hierbij drie Nederlanders, vier Colombianen en een Spanjaard. Er zou een tip zijn ontvangen over verdachte activiteiten in de lege loods. Vanwege vermoedens dat het om een grote drugszaak kon gaan, werd een speciaal team gevormd door de gemeentepolitie van Haarlem en Velsen en rechercheurs van de fiscale recherche (FIOD).
Deze vangst en de gerezen vragen over de daartoe waarschijnlijk gehanteerde methoden van opsporing zouden de aanleiding vormen voor een verder onderzoek door de politie van het district Haarlem (na latere herindeling Kennemerland), dat zich richtte op het volgen van nieuwe gesmokkelde partijen, maar uiteindelijk ook naar de handel en wandel van de opsporingsambtenaren die hiermee belast waren en zich daarbij bedienden van een of meerdere zogeheten "groei-informanten". Dit betrof informanten die gedurende een zeer lange periode actief bleven in de betreffende smokkelbende.
Dit gebeurde blijkens het latere onderzoek van de parlementaire enquêtecommissie welbewust met de bedoeling om meer van de betrokken smokkelbende(s) en de daarbij zowel de betrokken daders als hun "frontstores" oftewel dekmantelbedrijven. Dit betrof schijnbaar oorbaar handelende, doch ondertussen malafide dan wel slechts deels bonafide ondernemingen: bedrijven die waren opgezet of overgenomen als façade als deze in kaart te kunnen brengen. Als geheel nieuwe opsporingsstrategie werden welbewust nieuwe binnengesmokkelde grote partijen drugs juist niet onmiddellijk onderschept, doch daarentegen ongemoeid en oogluikend, als schijnbaar onopgemerkt doorgelaten en heimelijk gevolgd naar hun uiteindelijke bestemming.
Dit "doorlaten" gebeurde met het oog op nog verder onderzoek naar de praktijken van de betreffende smokkelaars en de mogelijkheid van toekomstige nog grotere vangsten.
Daarbij ontstond echter een ondoorzichtige situatie, waarin de ingezette "groei-informanten" en mogelijk ook opsporingsambtenaren steeds verder verwikkeld raakten in (lucratieve) strafbare feiten, waarbij de verdenking ontstond dat zij daarvan zelf meeprofiteerden. Een en ander begon sterk te lijken op een onduldbare belangenverstrengeling onder een dekmantel van opsporing, waarvoor hun superieuren niet langer verantwoordelijkheid wilden dragen.
Er rezen zeer ernstige twijfels over de integriteit en rechtmatigheid van deze bijzondere nieuwe opsporingsmethode, vergelijkbaar met de eerder strafrechtelijk principieel omstreden en uiteindelijk in de rechtspraak als ontoelaatbaar beoordeelde figuur van de pseudokoop, omdat opsporingsambtenaren zich daarbij immers zelf schuldig maakten aan uitlokking van strafbare feiten, maar dan nu zelfs op veel omvangrijker schaal en zelfs met een mogelijke verdenking van zelfverrijking.
Het IRT Noord-Holland/Utrecht was een interregionaal samenwerkingsverband van een aantal politiekorpsen waaronder Amsterdam en Utrecht. Het team maakte gebruik van een omstreden opsporingsmethode, namelijk het gecontroleerd doorlaten van drugs onder regie van politie en justitie. Het doel daarvan was te kunnen doordringen tot in de top van de criminele organisatie die onderzocht werd, de "erven Bruinsma". Eind oktober 1993 ontdekte de nieuw aangestelde teamleider, commissaris van de Amsterdamse politie Johan van Kastel, dat het IRT een opsporingsmethode hanteerde waarvoor hij geen verantwoordelijkheid wenste te dragen. Hij rapporteerde dit aan de korpsleiding in Amsterdam en na veel overleg (en hevige onenigheid) tussen de bij het IRT betrokken politiekorpsen, het Openbaar Ministerie en andere betrokkenen, leidde dit tot de opheffing van het IRT hetgeen op 7 december 1993 bekend werd gemaakt.
Voor het onderzoek naar de consternatie die dit tot gevolg had, werd de commissie-Wierenga ingesteld. Er waren ondertussen grote spanningen ontstaan tussen de politiekorpsen Amsterdam en Utrecht waarbij onder andere corruptiebeschuldigingen over tafel gingen. De commissie-Wierenga kwam met een rapportage waarin de Amsterdamse politie de schuld werd toegeschoven. Ondertussen was al zoveel over misstanden in de opsporing naar buiten gekomen dat in de Tweede Kamer werd gevraagd om een diepgaande parlementaire enquête.

## Opdracht
De enquêtecommissie had de opdracht onderzoek te doen naar:
- de aard, ernst en omvang van de zware, georganiseerde criminaliteit;
- de feitelijke toepassing, de rechtmatigheid, het verantwoord zijn en de effectiviteit van de opsporingsmethoden;
- de organisatie, het functioneren van en de controle op de opsporing.

## Leden van de enquêtecommissie
- Maarten van Traa (PvdA), voorzitter
- Thom de Graaf (D66), vicevoorzitter
- Alis Koekkoek (CDA)
- Otto Vos (VVD)
- Mohamed Rabbae (GroenLinks)
- André Rouvoet (RPF)
- Liesbeth Aiking-van Wageningen (AOV)

De commissie werd verder ondersteund door:
- Erwin Muller, secretaris
- Nicolle Coenen, griffier
- Ybo Buruma, lid

## Onderzoek
De enquêtecommissie opsporingsmethoden heeft gedurende meer dan een jaar een zeer uitgebreid onderzoek gehouden waarbij honderden personen zijn geïnterviewd, en uiteindelijk 88 personen in het openbaar zijn gehoord. Daarnaast zijn duizenden documenten verzameld en diverse deelonderzoeken, onder andere door de wetenschappelijke onderzoeksgroep Fijnaut uitgevoerd.

## Rapport
De enquêtecommissie bracht op 1 februari 1996 haar rapport aan de Tweede Kamer uit. Het rapport – dat 5500 pagina's beslaat – wordt vergezeld van in totaal 11 bijlagen waarin onder andere alle verhoren en deelonderzoeken zijn opgenomen.
De voornaamste conclusie van de enquête was dat er sprake was van een crisis in de opsporing. Deze crisis kende drie elementen:
- Ontbrekende normen. De commissie constateerde dat er een gebrek was aan een adequate normstelling voor het optreden van politie en justitie tegen de georganiseerde criminaliteit. Er werd door de wetgever maar ook door de rechter naar het oordeel van de commissie te veel ruimte gelaten voor politie en justitie.
- Een niet goed functionerende organisatie van de opsporing als gevolg van onduidelijke besluitvorming over wie nu waarvoor verantwoordelijk was. De bevoegdheden en verantwoordelijkheden van betrokkenen bij de opsporing in Nederland waren diffuus volgens de commissie.
- Problemen in de gezagsverhoudingen. Hoewel expliciet is geregeld dat het Openbaar Ministerie het gezag over de opsporing heeft bleek dit in de praktijk van de opsporing nog niet vanzelfsprekend.

Daarnaast was de commissie van mening dat de commissie-Wierenga de schuld voor de ophef rond het ontbinden van het IRT ten onrechte bij de Amsterdamse politie had gelegd.
Het rapport is van een bijzonder grote invloed geweest op de organisatie van de opsporing in Nederland. Ook is het de basis geweest voor veel wijzigingen in het Nederlands Wetboek van Strafvordering zoals de uitputtende omschrijving van de zogenoemde Bijzondere opsporingsbevoegdheden die via de Wet BOB werden geïntroduceerd.

## Limburgse IRT-affaire
Na het verschijnen van het rapport kwamen er in 1996 ook aanwijzingen aan het licht dat tevens in een andere regio dubieuze opsporingmethoden waren gehanteerd, die buiten het onderwerp van dit onderzoek waren gebleven. In dit verband werd er gesproken over een zogeheten Limburgse IRT-affaire, die los zou staan van wat inmiddels bekend was geworden als "de" IRT-affaire.

## Kroongetuigen
Reeds op 25 januari 1994 kwam minister van Justitie Ernst Hirsch Ballin in de Tweede Kamer met een voorstel voor een regeling voor kroongetuigen, als alternatief voor het werken met burgerinfiltranten, een strategie die in deze affaire ongewenste effecten zou hebben gehad.